# Peter Broeker
Peter Broeker (1929. május 15. – 1980. november 4.) kanadai autóversenyző.

## Pályafutása
1963-ban részt vett a Formula–1-es világbajnokság amerikai versenyén. Peter egy kanadai gyártó autójával, egy Stebro-val indult a futamon. Végül hetedikként ért célba, huszonkét körös hátrányban a győztes Graham Hill mögött.

## Eredményei

### Teljes Formula–1-es eredménysorozata
(Táblázat értelmezése)

(Félkövér: pole-pozícióból indult; dőlt: leggyorsabb kört futott) 

| Év   | Csapat                 | Modell   | Motor           | 1   | 2   | 3   | 4   | 5   | 6   | 7   | 8     | 9   | 10  | Helyezés | Pont |
| ---- | ---------------------- | -------- | --------------- | --- | --- | --- | --- | --- | --- | --- | ----- | --- | --- | -------- | ---- |
| 1963 | Canadian Stebro Racing | Stebro 4 | Ford Straight-4 | MON | BEL | NED | FRA | GBR | GER | ITA | USA 7 | MEX | RSA | -        | 0    |

## Külső hivatkozások
- Profilja a grandprix.com honlapon (angolul)
- Profilja a statsf1.com honlapon (angolul)
- Profilja a driverdatabase.com honlapon (angolul)